# Sphaeralcea moorei
Sphaeralcea moorei là một loài thực vật có hoa trong họ Cẩm quỳ. Loài này được (S.L. Welsh) N.D. Atwood & S.L. Welsh mô tả khoa học đầu tiên năm 2002.